# 封印作品
封印作品，是指某种不能被公开的作品。

## 简介
封印作品是指某些文学、漫画、电影、电视节目、歌谣等作品在制作或被播放后，因市场淘汰以外的原因没有再进行播放或销售的作品。
有些封印作品由于在播放时被录制或者被出版商有意泄露，因此能够在盗版商进行购买。

## 相关例子
- 赛文·奥特曼第12話「遊星より愛をこめて」
- 怪奇大作战第24話「狂鬼人間」
- 怪医黑杰克第41話「植物人間」、第58話「快楽の座」
- 雷电侠（电视机版）
- 哆啦A夢(1973年版本)
- 《神奇宝贝》第38集《电脑战士3D龙》
- 兽人雪男
- 《學校怪談》第3集《あたし、きれい? 口裂け女》
- 凉宫春日系列（みずのまことによるコミカライズ版漫画）[2]
- 猴王大戰七超人[2]
- 諾斯特拉達姆士的大預言（日语：ノストラダムスの大予言 (映画)）
- 小甜甜 ※2010年原作者名木田惠子的小说版进行删改修改后在祥传社复刊。
- 給十九歲的我

### 重新制作或播放的作品
- 纬度0大作战 - 在2004年出版的《封印作品之谜》中为封印作品，在2006年出版的《封印作品之谜2》中出现在解禁名单中。该作品的二次利用的合同书被找到，2006年4月28日以DVD形式进行销售。
- Q太郎（漫画） - 在《封印作品之谜2》出版时（2006年）时为封印作品，2009年在藤子・F・不二雄大全集上复刻。2015年在虫Comics再次进行刊登。
- 血だるま剣法/おのれらに告ぐ（漫画） - 由于受到部落解放同盟的抗议，一个月就被回收废弃并且绝版。在1968制作重制版。2004年重新出版。
- 黄毛仔（テレビアニメ） - 漫画版出现在2010年的藤子・F・不二雄大全集。2011年在哆啦a梦的主题曲中登场。2015年12月以BD光盘形式出售。